# Jason Bakke
Jason Bakke é um ciclista profissional sul-africano nascido a 11 de dezembro de 1989 em Durban que foi profissional de 2008 a 2013.

## Palmarés
2010
- 1 etapa do Tour de Ruanda

## Equipas
- House of Paint (2008-2009)
- Team Bonitas (2011-2012)
- La Pomme Marseille (2013)